# Fine (Garbo & Luca Urbani)
Fine è un album discografico in studio del cantautore italiano Garbo insieme a Luca Urbani, pubblicato nel 2015.

## Tracce
1. Ultimo viaggio
2. La fretta
3. Novecento
4. Libero
5. Mia melancholia
6. La fine
7. Allinearsi
8. Che meraviglia
9. Prima della fine
10. Bidimensionale
11. Stella nera